# Гийом X (Аквитания)
Гийом (Вилхелм) X Свети (на френски: Guillaume X duc d'Aquitaine; 1099 – 9 април 1137) e херцог на Аквитания, херцог на Гаскония и граф Поатие (от 1126 до 1137 като Гийом VIII).

## Произход и брак
Син е на Гийом IX Трубадур и неговата втора жена, Филипа Тулузска. Гийом се ражда в Тулуза през недългия период на управление на неговите родители в този град. В същата година херцог Гийом IX Трубадур неочаквано отстъпва Тулуза на братовчеда на Филипа, Бертран Тулузски, и се отправя на кръстоносен поход. Филипа със сина си се установява в Поатие.
След не много време след завръщането си херцог Гийом IX Трубадур се разделя от законната си жена и открито довежда в двореца любовницата си Данжероса дьо Л’Ил-Бошар, жена на един от своите васали. Затова се влошават силно отношенията между бащата и синът му.
Младият Гийом през 1121 година, след смъртта на майка си, се жени за дъщерята на любовницата на баща си, Аенор де Шателро, дъщеря на Амори I де Шателро (ок.1077 – 1136). От този брак се раждат три деца.

## Управление
Като баща си, Гийом X е покровител на трубадурите, музиката и литературата. Той е образован човек и дава на дъщерите си превъзходно образование, рядко за това време за управниците на Европа. Когато най-голямата му дъщеря Елеонор Аквитанска става херцогиня, тя продължава традицията на баща си и превръща дворът на Аквитания в културен център на Европа.
Гийом е освен любител на изкуството, но и воин. Той воюва с Нормандия (която напада в 1136 година заедно с Жофроа V Плантагенет) и Франция. В самата Аквитания, е принуден да се бори със заговорници от няколко дворянски рода. Накрая той унищожава заговорниците.
В международната политика, въпреки волята на местните епископи, Гийом поддържа антипапата Анаклет II по време на разкола през 1130 година. През 1134 година Бернар от Клерво убеждава Гийом Х да се откаже от поддръжката на Анаклет и да признае папа Инокентий II.

### Поклоннически поход
През 1137 година Гийом Х се отправя на поклоннически поход към Сантяго де Компостела, но умира по пътя, предполага се от натровена храна. На смъртното си легло, той изразява желание, кралят на Франция Луи VI Дебели, да стане опекун на неговата 15-годишна дъщеря Елионор и да и намери подходящ мъж. Луи VI приема опекунството и жени аквитанската наследница за своя син, бъдещият френски крал Луи VII.

## Деца
Гийом и Аенор де Шателро имат децата:
- Елеонор Аквитанска
- Аделаида, жена на Раул I, граф на Вермандоа
- Гийом († 1130)